# Pelecopsis krausi
Pelecopsis krausi är en spindelart som beskrevs av Jörg Wunderlich 1980. Pelecopsis krausi ingår i släktet Pelecopsis och familjen täckvävarspindlar. Inga underarter finns listade i Catalogue of Life.